# نادي خدمات رفح لكرة السلة
نادي خدمات رفح لكرة السلة يعتبر نادي خدمات رفح من أقوى وأكبر الأندية في قطاع غزة في كرة القدم ، أما بالنسبة لكرة السلة فهو أيضا يعتبر من أكبر الأندية.

## البطولات

### كأس غزة لكرة السلة
أحرز نادي خدمات رفح بطولة كأس غزة لكرة السلة بعد فوزه على نادي خدمات البريج في مباراة تاريخية فاز بها بنتيجة (74–72) في المباراة النهائية في بطولة كأس غزة لكرة السلة عام 2019 في شهر أيلول.